# Église Saint-Martin de Réville
L'église Saint-Martin de Réville est un édifice catholique du XIIe siècle qui se dresse sur le territoire de la commune française de Réville, dans le département de la Manche, en région Normandie. Elle est classée au titre des monuments historiques.

## Localisation
L'église est située sur un monticule où affleure le granit, sur la haute rive du havre de la Saire, sur la commune de Réville, dans la région du Plain et le département français de la Manche.

## Historique
L'église fut probablement refondée après l'an mil et les raids normands. En 1050, Roger de Montgommeeri, vicomte d'Exmes, donne l'église à l'abbaye de Troarn. Il ne subsiste rien de ce premier édifice. La nef, avec ses arcades romanes et son décor typique (frettes et bâtons brisés), est reconstruite au XIIe siècle. L'église relève alors de la Trinité de Caen. Le chœur reconstruit une première fois au début du XIIIe siècle et dont il subsiste l'arc triomphal est agrandi, après la guerre de Cent Ans, dans la seconde moitié du XVe siècle, en style gothique flamboyant. Il sera encore agrandi du côté nord en 1827 avec l'adjonction de la chapelle de la Sainte Vierge. L'abbé Lebourgeois rajoutera, après la Première Guerre mondiale, côté sud, une troisième chapelle, dans le prolongement de la chapelle Saint-Jacques de la fin du XVe siècle, de style néo-roman, dédiée au Sacré-Cœur. La dernière arcade de la nef sera bâtie en 1882. La sacristie est édifiée en 1850.
La flèche pyramidale en pierre de Caen s'écroula par deux fois : le 27 décembre 1688, à l'heure des vêpres, à cause de la foudre, elle traverse la voûte, écrasant la chaire et tuant un jeune paroissien, Nicolas Lehot, et blessant 150 fidèles ; et en 1891. Elle sera les deux fois reconstruite à l'identique en pierre de Caen.

## Description
L'église de la fin de l'époque romane se compose d'un chœur gothique de deux travées de la fin du XIVe siècle, agrandi par la suite par des bas-côtés abritant des chapelles, et d'une nef romane aveugle lambrissée du début du XIIe siècle, vers 1150-1175,. La nef romane, avec ses arcades moulurées de frettes et de bâtons brisés, comme à Barneville, date de 1150-1175 et comporte en partie haute, sans symétrie, du côté nord deux ouvertures et trois du côté méridionale et qui possède toujours sa corniche à modillons, a été couverte d'une toiture unique à la suite de la réduction de l'élévation. Ce principe de toit unique constituerait la première application dans le Cotentin.
Son clocher-tour latéral bâtie en retrait et daté de la fin du XVe siècle. Il est surmonté par une flèche octogonale, haute de dix-huit mètres, construite en pierre de Caen, ajourée et ornée de crochets flamboyants. La tour carrée, ouverte sur ses quatre faces par deux grandes baies ogivale, est terminée par une balustrade ajourée avec dans les angles des pinacles. Le chœur reconstruit en partie dans la seconde moitié du XVe siècle, dont la disposition des arcades est typique de l'époque ; arêtes retombant directement sur de très larges piliers dont ceux de la grande arcade qui se terminent par un étroit chapiteau au décor feuillagé et arbore un ange sculpté tenant un écu. L'un des piliers porte une inscription gothique. L'arc triomphal du XIIIe siècle, entre la nef et le chœur, supporte une perque en bois sculpté et doré. Les chapiteaux romans sont décorés par des entrelacs ou des figures diverses : rinceaux et palmettes sortant de bouches, personnages, animaux fantastiques dont un sagittaire.
La chapelle, au nord du chœur, dédiée à la Sainte Vierge a été édifiée en 1827, quant à l'autel de Notre-Dame du Rosaire, il date des environs de 1840. La chapelle Saint-Jacques, qui flanque le chœur au sud, date de la seconde moitié du XVe siècle, et s'éclaire par deux grandes baies refaites en 1857 dans un style gothique flamboyant. Dans cette même chapelle, à noter les culots de retombées des voûtes dont un ange. L'abbé Lebourgeois, après la Première Guerre mondiale ajoutera une troisième chapelle, dans un style imitant le roman, dans le prolongement de celle de Saint-Jacques : la chapelle du Sacré-Cœur.

### Restauration
En 2011 s'est achevée une campagne de restauration des intérieurs de l'église, assurée par les architectes en chef des monuments historiques. Celle-ci a porté sur la réfection des sols dont les chapes en béton ont été remplacées par des dallages en pierre. Elle s’est attachée au renouvellement de tous les enduits et à la restitution de badigeons à la chaux.

## Protection
L'église, à l'exception de ses parties modernes (collatéral situé au nord du chœur, la sacristie et la chapelle du Sacré-Cœur) est classée au titre des monuments historiques par arrêté du 29 janvier 1923.

## Mobilier
Le retable ainsi que les statues sont du XVIIIe siècle, exception faite de celles placées dans la chapelle sud : saint Adrien tenant une épée, en bois polychrome, datée de la fin du XVe ou du début du XVIe siècle. Le maître autel en bois peint et doré a été réalisé par Eve, ébéniste à Cherbourg, en 1839-1840. Les fonts baptismaux du XVIIIe siècle, très sobres, sont proches du style Louis XVI.
Dans la chapelle de la Vierge Marie le retable comporte à droite une statue de saint Joseph en bois polychromé sculpté du début du XVIIIe, une des rares statues anciennes conservées, et un grand ex-voto offert vers 1860 par le capitaine Marion et son équipage, un trois-mâts sous voiles armé de quatorze canons.
Une statue en pierre polychrome du début du XVIe siècle de saint Adrien en armure et enjambant un lion orne l'un des murs de la chapelle Saint-Jacques. Dans la chapelle du Sacré-Cœur, une huile sur toile suspendue de Guillaume Fouace, baptême à Réville, et dans la « chapelle des cloches » dédiée à saint Éloi, on peut voir du même artiste, le gisant sculpté en marbre blanc du tombeau de sa fille cadette Béatrix Fouace (1874-1888), morte à l'âge de quinze ans, qui se trouvait autrefois dans le cimetière.

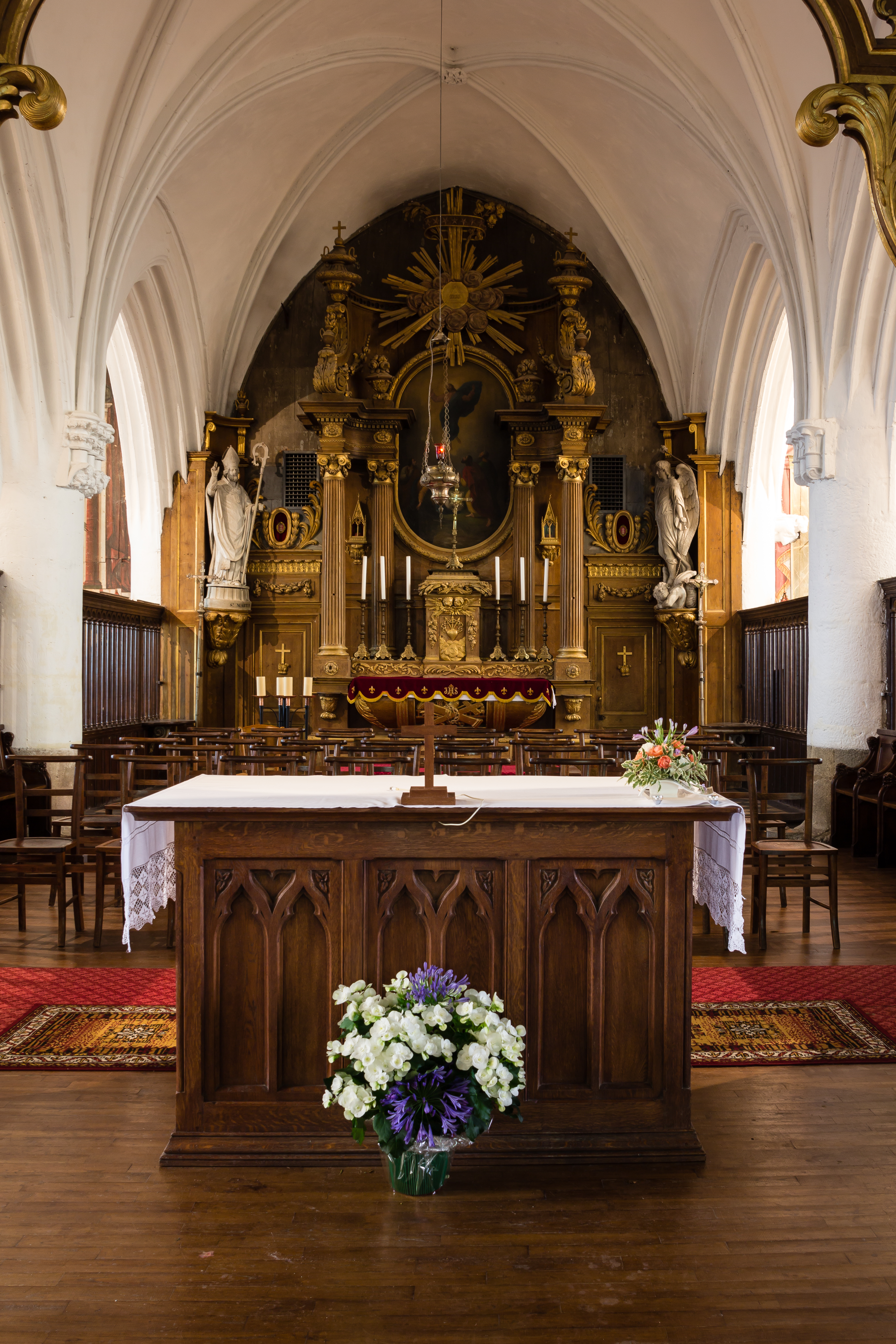
Maître autel et retable.
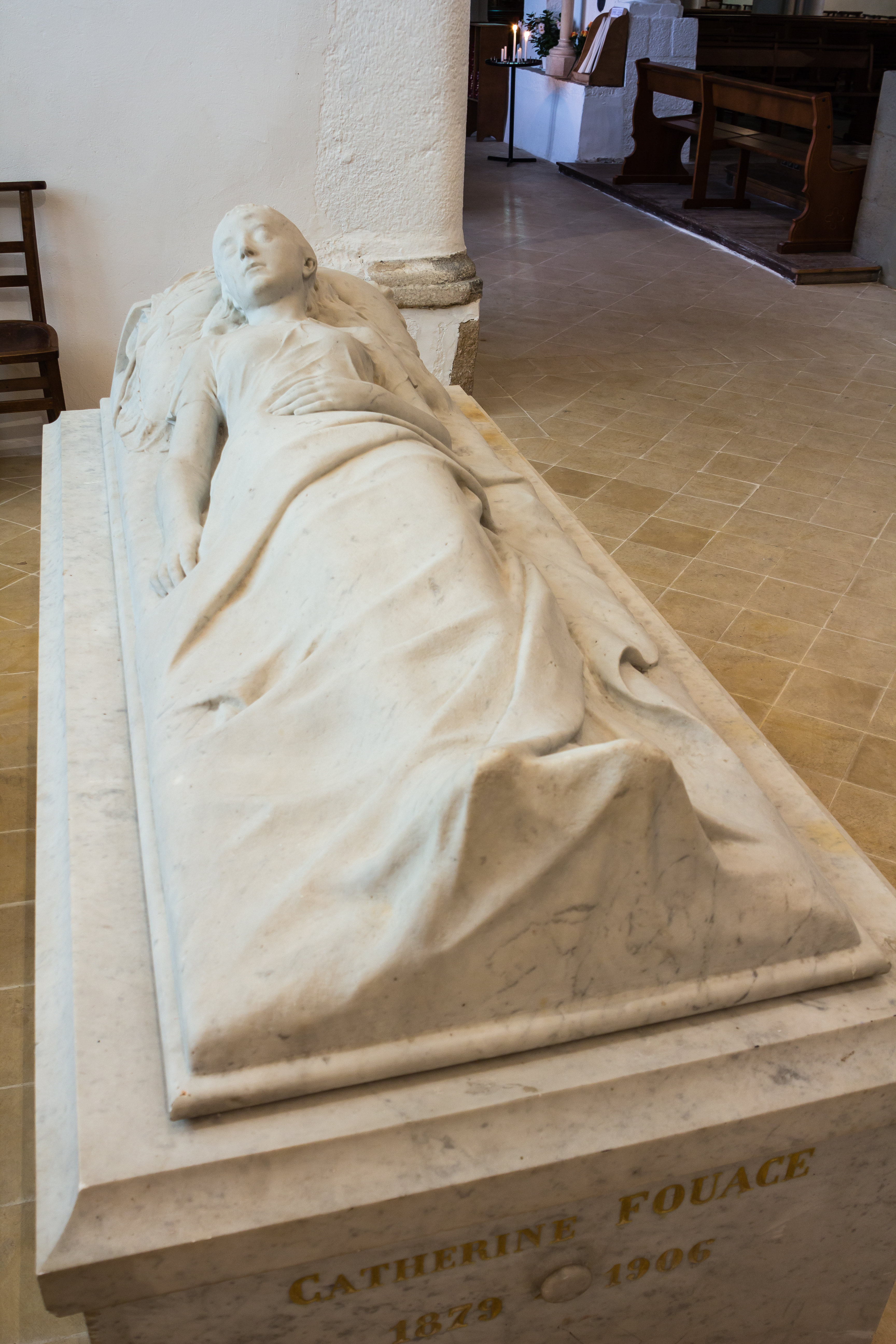
Gisant de Béatrix Fouace, fille du peintre local Guillaume Fouace.
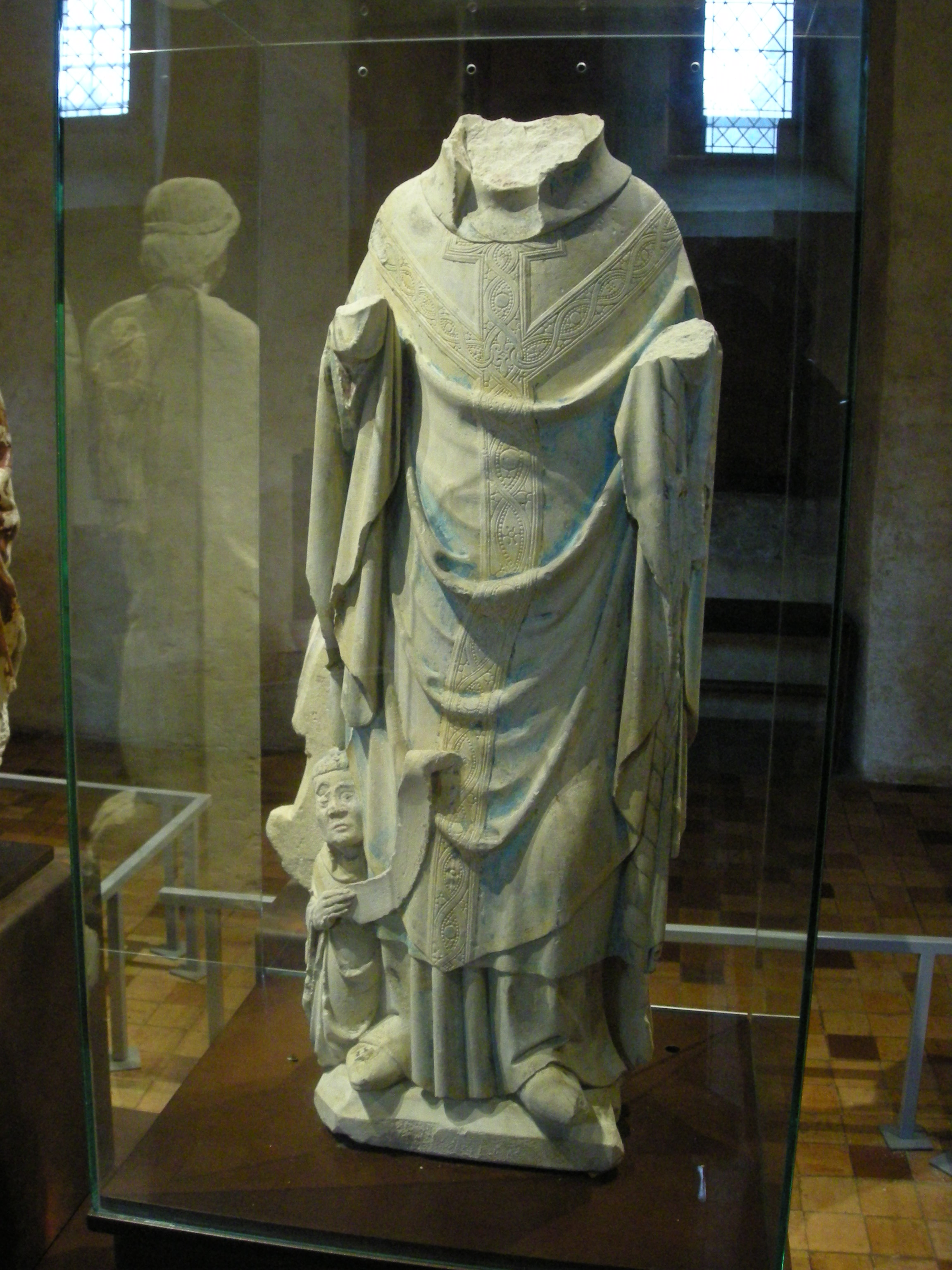
Statue en calcaire de saint Martin en provenance de l'église.